# Capitolium
För andra betydelser, se Capitolium (olika betydelser).

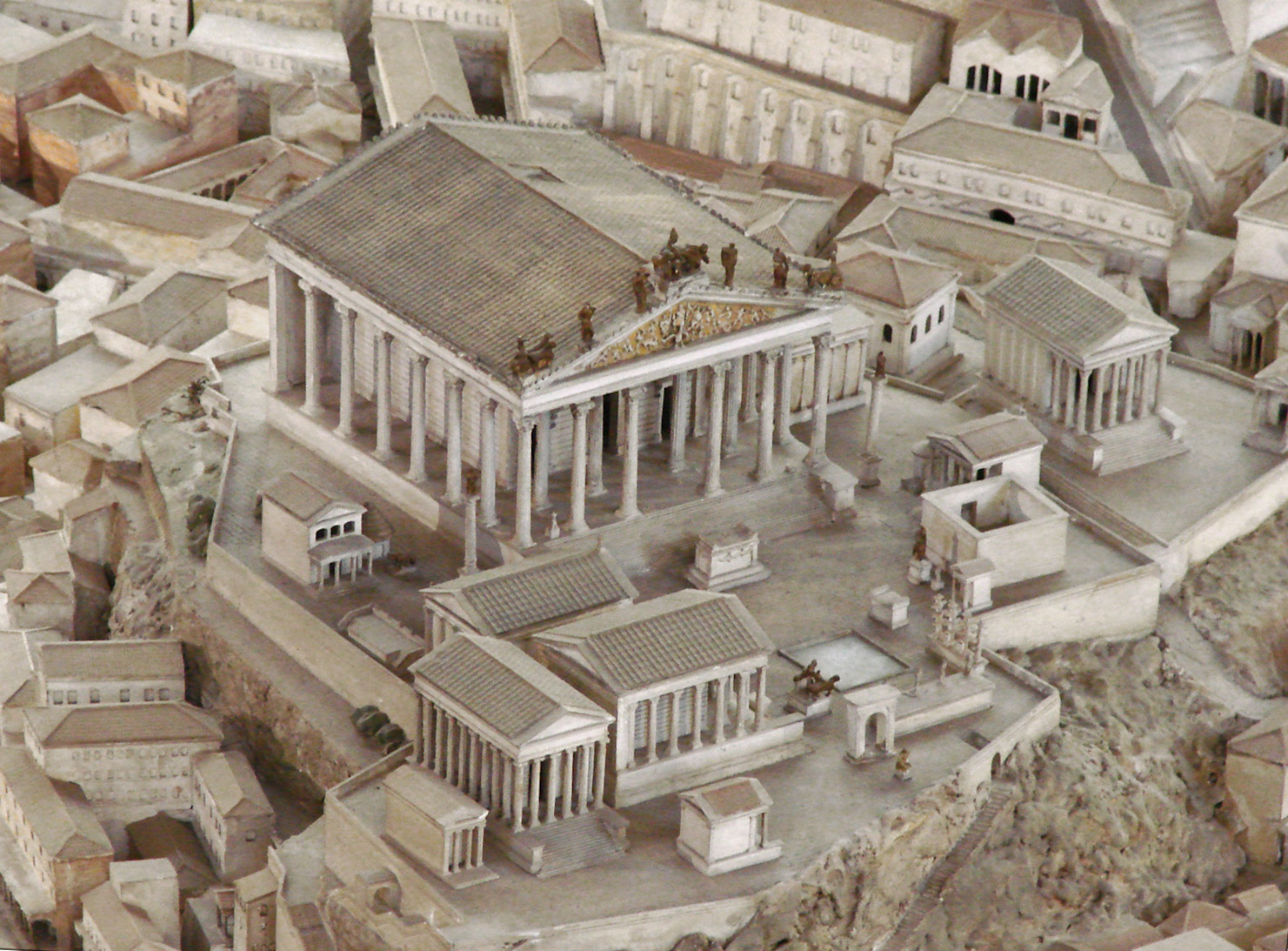
3D-rendering av Capitolium

Capitolium (latin: Mons Capitolinus, italienska: Campidoglio) är den minsta och lägsta av Roms sju kullar. Capitolium var världens symboliska centrum, en plats fylld av historia, religion och myt. Nedanför Capitolium ligger Forum Romanum, som var Roms politiska, kommersiella och sociala centrum. På andra sidan Forum Romanum ligger Palatinen, kullen där enligt legenden Romulus grundade Rom på 700-talet f.Kr. och där kejsarna senare bodde. Capitolium bestod av två toppar separerade av ett område känt som “Asylum” eller “sadeln”, en del av vilken numera rymmer Piazza del Campidoglio. 

## Myten
Enligt romersk legend blev Capitolium ockuperat av Sabinerna vid grundandet av Rom. Spurius Tarpeius dotter Tarpeia ska enligt legenden ha förrått romarna och accepterat sabinska armillas (smycken) i utbyte mot att öppna stadsportarna åt Sabinerna. Efter att hon öppnat stadsportarna till Capitolium blev Tarpeia kort därefter förrådd av Sabinerna, begravd under en stor hög sabinska sköldar. Denna myt fortsatte leva vidare under antiken där den södra sidan av Capitolium vid Saxum Tarpeius (Tarpeiska klippan) blev en populär plats att kasta ut förrädare över ravinen mot sin död. 

## Topografi
Rom beskrivs ofta som byggt på sju kullar, men i verkligheten är detta en förenkling. Det fanns nämligen fler kullar än så på Tiberns östra bank. Romarna valde så småningom att befästa samtliga. Dessutom är Capitolium och Palatinen i själva verket inte kullar, utan isolerade kvarlämningar från en vulkanisk platå vid foten av den numera utslocknade vulkaniska berggruppen Albanobergen. De vulkaniska utbrott som formade platåformationen skedde för över 300 000 år sedan. Efter det har Tibern haft en stor roll i skulpterandet av landskapet. 

## Arx
Begreppet Arx används ofta för att beskriva den norra änden av Capitolium, dock är detta felaktigt eftersom begreppet beskriver hela befästningssystemet (Capitolium). I detta sammanhang anses uttrycket "arx et Capitolium" vara tautologiskt eftersom det används för att hänvisa till både Arx och Capitolium, som egentligen är samma sak. Att säga "arx et Capitolium" är med andra ord likvärdigt med att säga "Capitolium och Capitolium". Vi känner egentligen inte till något namn på den norra delen av kullen. 

## Helgedomar
På kullens södra topp restes stadens viktigaste tempel, Jupitertemplet, samma år som republiken grundades och monarkin avskaffades år 509 f. Kr.. Jupitertemplet var tillägnat den kapitolinska triaden: Roms skyddsgud Jupiter Optimus Maximus, hans maka Juno och deras dotter Minerva. Templet var Roms religiösa centrum. Senaten möttes vid templet, Konsuler genomförde sina första offentliga offer-ritualer och det var destinationen av den romerska triumfprocessionen. Templet var också det första att avbildas på romerska mynt.  Juno Monetas tempel, Fidestemplet, Bona Mens tempel och Scipio Africanus båge var några av de andra helgedomar som stod på Capitolium. (se kartan nedan.)
| Plan över Capitolium under antiken |
| --- |
| Capitolium Arx Forum Romanum Fori Imperiali Velabrum Jupitertemplet Tabularium Juno Monetas tempel Marcellusteatern Forum Holitorium Bellonatemplet Jupiter Feretrius tempel Veiovistemplet Auguraculum Iseum Jupiter Custos tempel Concordiatemplet Jupiter Conservators tempel Altare Tensarum Jupiter Tonans tempel Clivus Capitolinus Centus Gradus Porta Pandana Janustemplet Juno Sospitas tempel Spestemplet Augustustemplet Asylum Inter duos lucos Vicus Iugarius Marsfältet Dei Consentes portik Vespasianus- templet Concordiatemplet Tullianum Clivus Argentarius Venus Erycinas tempel Bona Mens tempel Fidestemplet Opstemplet Scipio Africanus båge Saturnustemplet Basilica Iulia |

## Capitolium idag

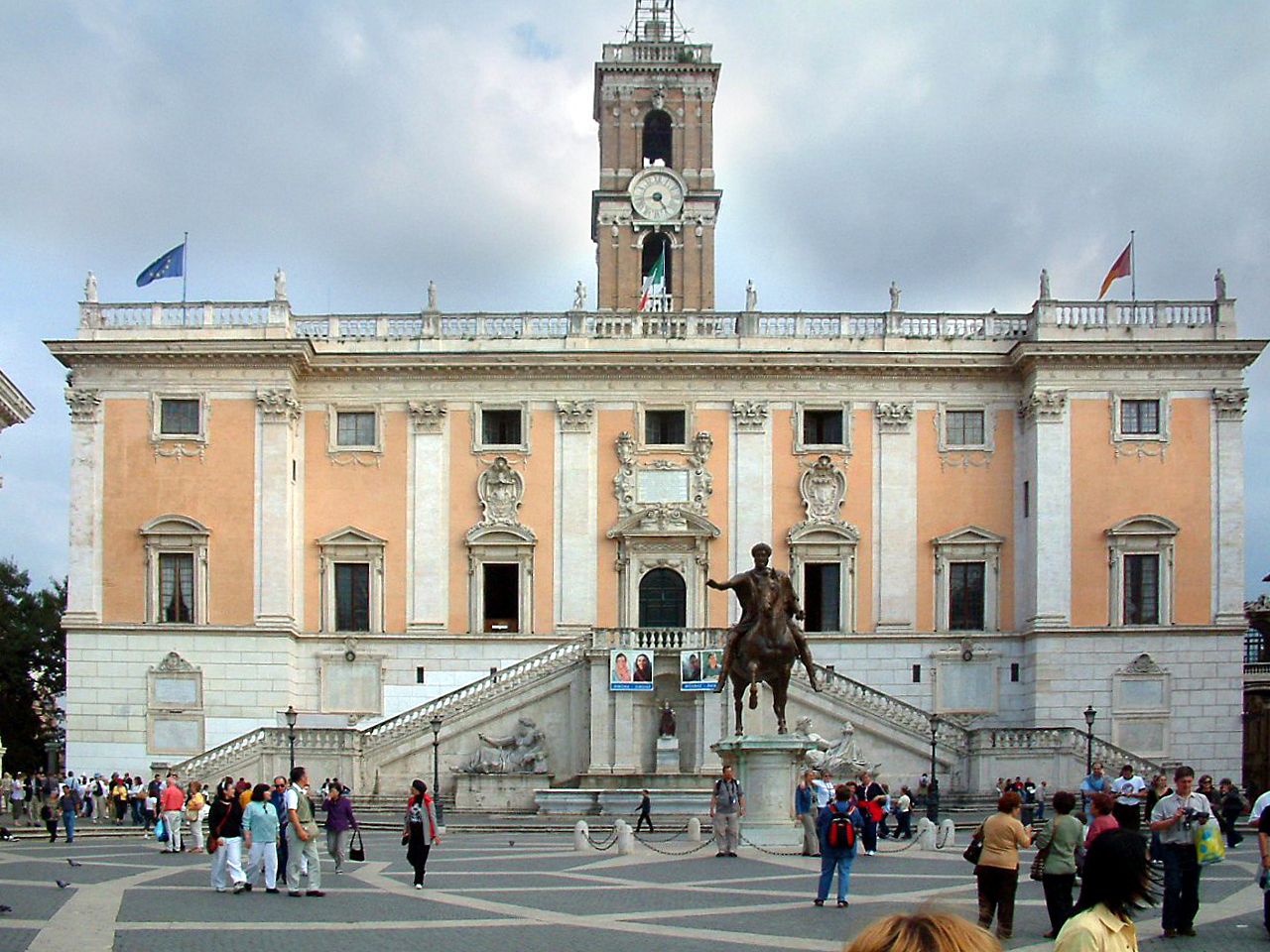
Senatspalatset på Capitolium.

Senatspalatset på Capitolium, Palazzo Senatorio, är idag säte för Roms stadsstyrelse, Comune di Roma. På toppen av Capitolium står kyrkan Santa Maria in Aracoeli. Ledande upp till kyrkan finns trappan Scalinata dell'Ara Coeli. 
På Capitolium är även de Kapitolinska museerna belägna. Trappan, benämnd La Cordonata, upp till Kapitolieplatsen, är ritad av Michelangelo.

## Galleri

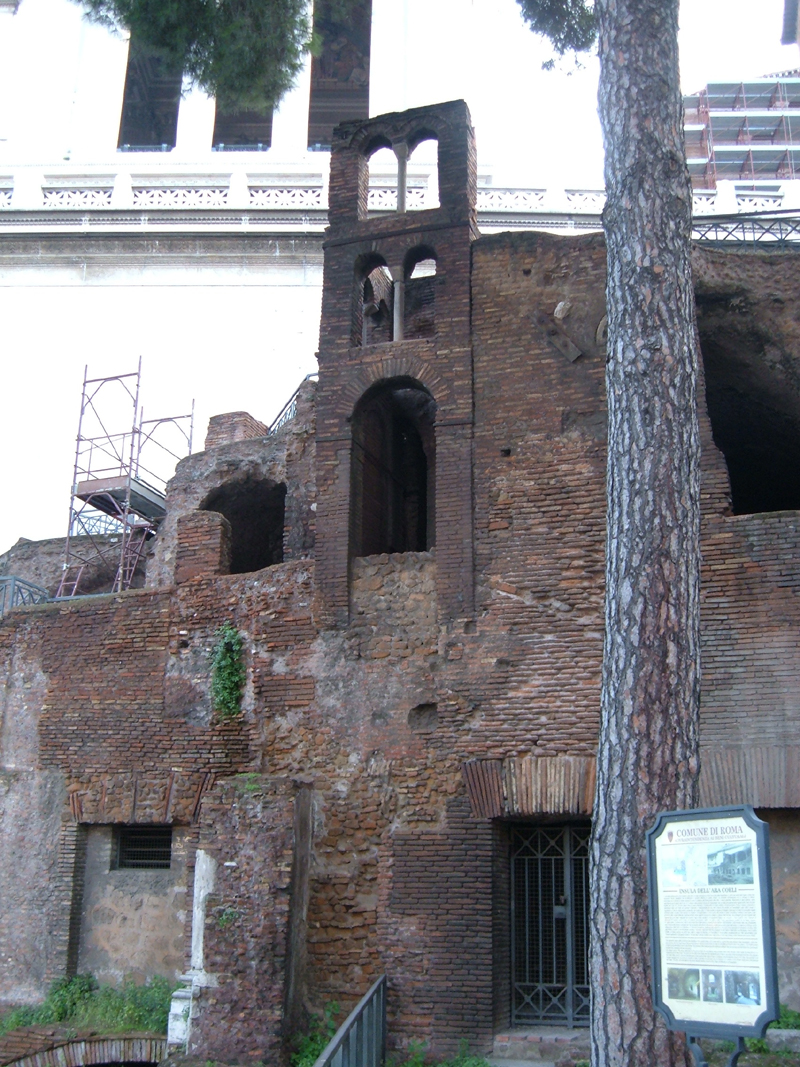
Rester av romersk insula vid Capitolium. Kampanilen tillhör den i slutet av 1920-talet dekonsekrerade kyrkan San Biagio in Mercatello.
Schematisk karta över Roms sju kullar.
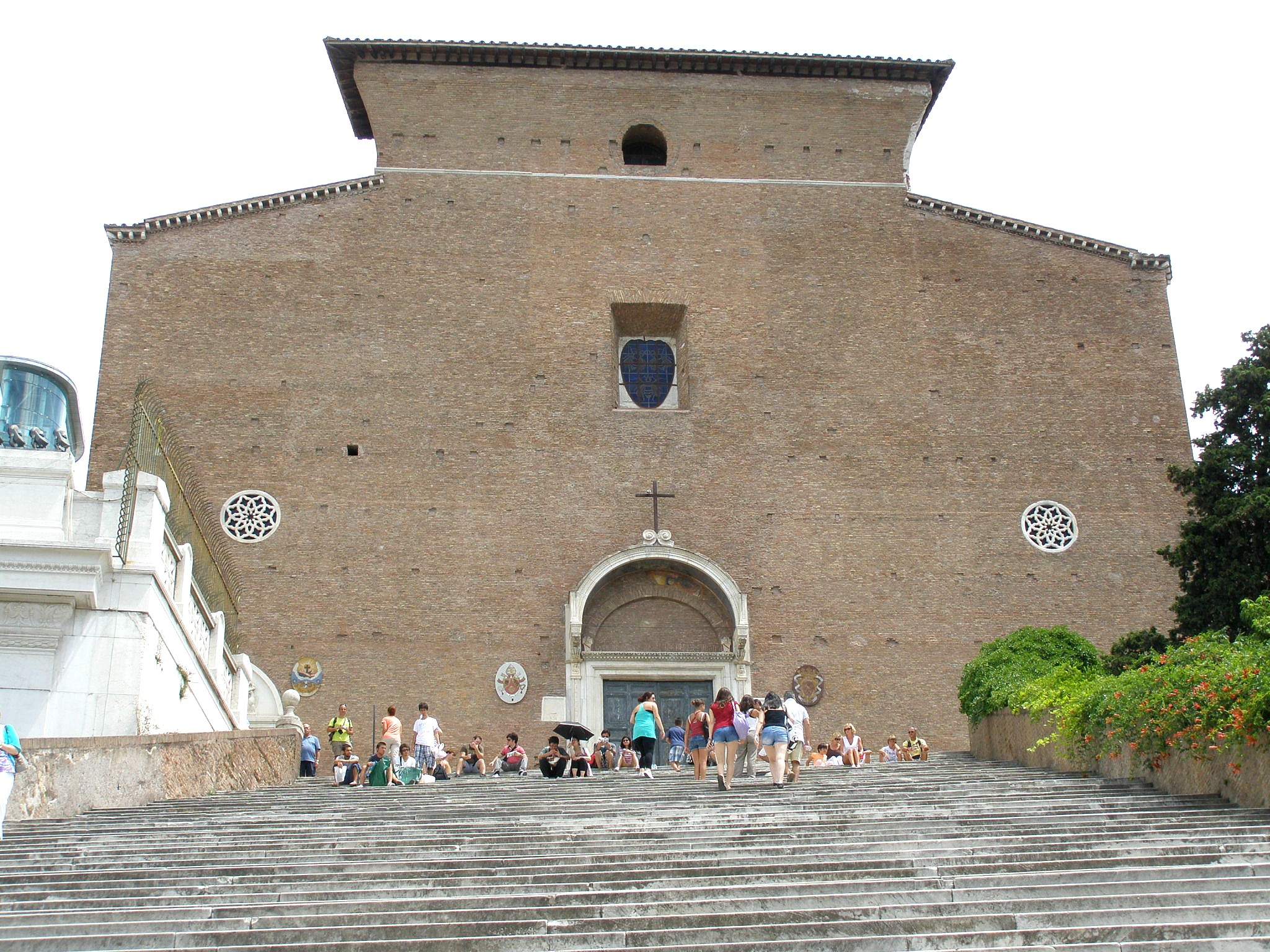
Kyrkan Santa Maria in Aracoeli.
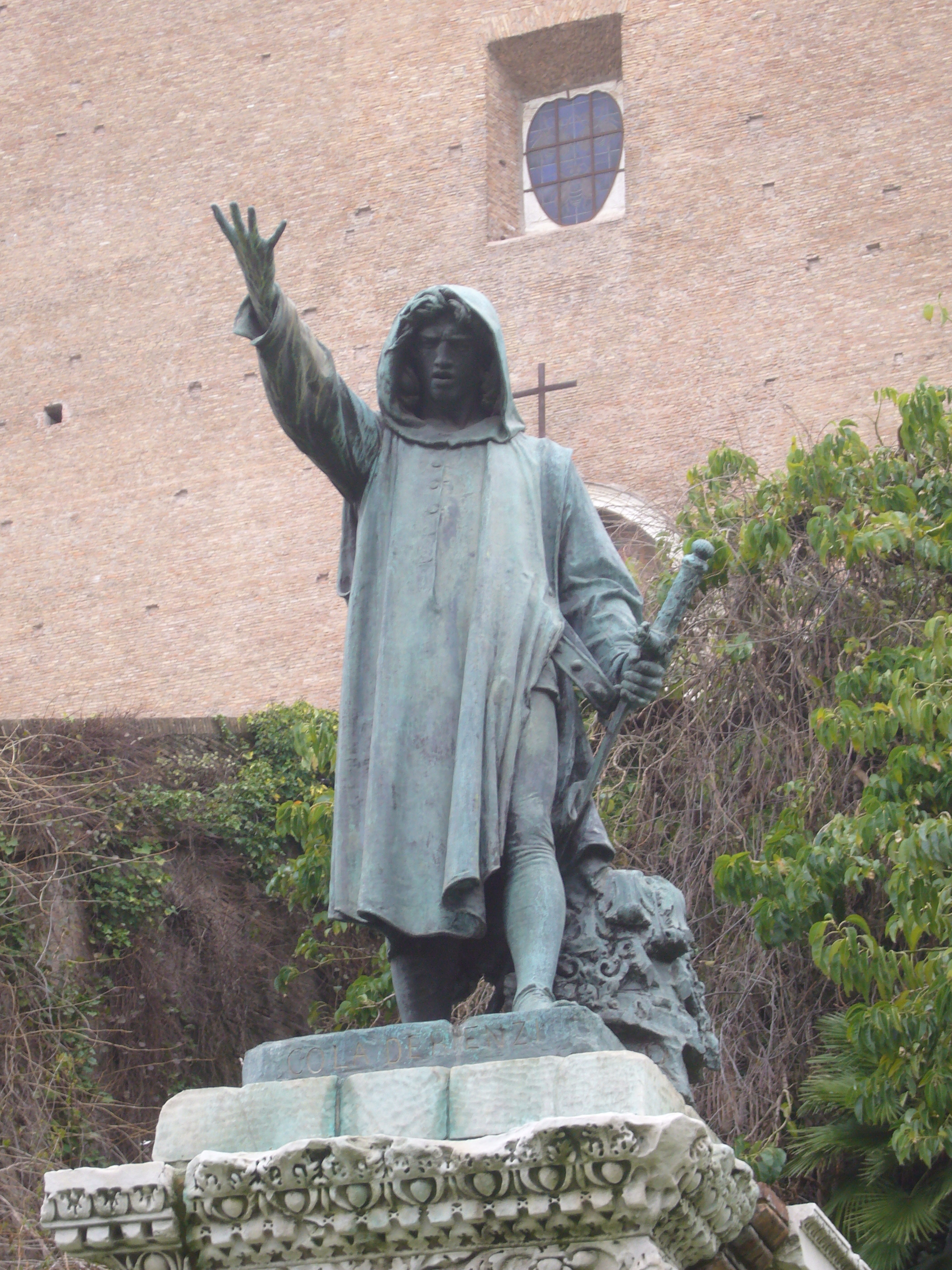
Monument över Cola di Rienzo.